# Theodo 2.
Theodo II. (før 665 – 15. oktober 717) var hertug af Bayern fra 680 til 717 og var af Agilolfinger-slægten. Han kaldes også Theodo V., idet der før 570 var tre hertuger benævnt Theodon I. til III., der, for at forhindre forvekslinger, således medregnes i talrækken.
Theodo residerede i Regensburg og var søn af prins Agilolf af Bayern og dermed barnebarn af hertug Garibald II. Han var gift med Folchaid. Han indgik i forbund med Langobarderne og bad i 702 kong Ansprand om asyl.
Theodo gennemførte i 715 en rejse til Rom, hvor han sammen med Pave Gregor 2. udarbejdede en bispedømmeorganisation. For Theodo var uafhængigheden af den frankiske kirke vigtig, og han planlagde indretningen af bispedømmer og en selvstændig kirkeprovins Bayern. Selvom delingen i fire bispedømmer Regensburg, Freising, Passau og Salzburg allerede den gang var planlagt blev det først gennemført under Odilo af Bayern.
Omkring begyndelsen af det 8. århundrede var han søn Theudebert medregent. Theodo delte sit hertugdømme mellem sønnerne Theudebert, Theudebald, Tassilo II. og Grimoald II.
1. ↑  Navnet er anført på engelsk og stammer fra Wikidata hvor navnet endnu ikke findes på dansk.
2. ↑  Navnet er anført på engelsk og stammer fra Wikidata hvor navnet endnu ikke findes på dansk.
3. ↑  Navnet er anført på engelsk og stammer fra Wikidata hvor navnet endnu ikke findes på dansk.
4. ↑  Navnet er anført på engelsk og stammer fra Wikidata hvor navnet endnu ikke findes på dansk.
5. ↑  Navnet er anført på engelsk og stammer fra Wikidata hvor navnet endnu ikke findes på dansk.
6. ↑  Navnet er anført på engelsk og stammer fra Wikidata hvor navnet endnu ikke findes på dansk.